# Oku no Hosomichi

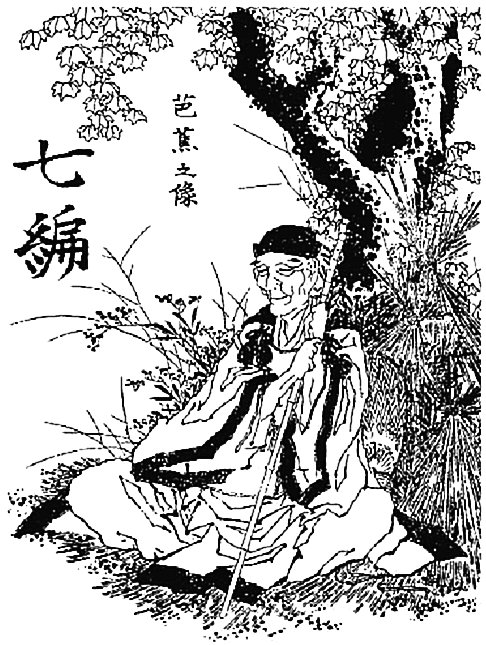
Bashō por Hokusai

Oku no Hosomichi (奥の細道, originalmenteおくのほそ道, que significa "Estrada estreita para / do interior", bra: Trilha Estreita ao Confim) é uma proeminente obra de haibun do poeta japonês Matsuo Bashō, considerada um dos principais textos da literatura japonesa do período Edo .  A primeira edição foi publicada postumamente em 1702. 
O texto foi escrito na forma prosa e verso e consiste em um diário de viagem escrito por Bashō durante uma jornada épica e perigosa a pé pelo Japão do período Edo no final do século XVII. Enquanto a obra poética se tornou seminal por si própria, as viagens do poeta apresentadas no texto desde então inspiraram muitas pessoas a seguir seus passos e traçar sua jornada por si mesmas. Em uma de suas passagens mais memoráveis, Bashō sugere que "todo dia é uma jornada, e a jornada em si casa".  O texto também foi influenciado pelas obras de Du Fu, que era altamente reverenciado por Bashō. 
Sobre Oku no Hosomichi, Kenji Miyazawa uma vez sugeriu: "Foi como se a própria alma do Japão o tivesse escrito." 

## O texto

### Frases de abertura
As frases introdutórias de Bashō são as mais citadas de Oku no Hosomichi :
| Original japonês | Tradução para o português por Kimi Takenaka e Alberto Marsicano |
| 月日は百代の過客にして、行かふ年も又旅人也。舟の上に生涯をうかべ馬の口とらえて老をむかふる物は、日々旅にして、旅を栖とす。古人も多く旅に死せるあり。予もいづれの年よりか、片雲の風にさそはれて、漂泊の思ひやまず、海浜にさすらへ、去年の秋江上の破屋に蜘の古巣をはらひて、やゝ年も暮、春立る霞の空に、白河の関こえんと、そヾろ神の物につきて心をくるはせ、道祖神のまねきにあひて取もの手につかず、もゝ引の破をつヾり、笠の緒付かえて、三里に灸すゆるより、松島の月先心にかゝりて、住る方は人に譲り、杉風が別墅に移るに、 草の戸も住替る代ぞひなの家 面八句を庵の柱に懸置。 | Dias e noites vagueiam pela eternidade, assim são os anos que vêm e vão como viajantes que lançam os barcos através dos mares ou cavalgam pela terra. Muitos foram os ancestrais que sucumbiram pela estrada. Também tenho sido tentado há muito pela nuvemovente ventania, tomado por um grande desejo de sempre partir. O outono já estava quase no fim quando voltei para casa às margens do rio Sumida após perambular pelas costas. Tive então tempo suficiente para retirar a poeira e arrumar minhas coisas. Porém, assim que a primavera começou a florescer pelos campos, senti novamente o impulso de seguir errante sob os amplos céus e cruzar os portais de Shirakawa. Os deuses pareciam ter-me possuído a alma, e a estrada parecia convidar-me a novas paragens. Tratei logo de consertar minhas calças, remendar o chapéu e aplicar “moxa" sobre minhas pernas a fim de fortalece-las. Começava já a vislumbrar a brilhante lua cheia resplandecendo sobre as ilhas de Matsushima. Por fim, cedi minha casa, e me mudei provisoriamente para a morada de Sampu. Na varanda de minha antiga casa pendurei um poema sobre o pilar de madeira: \| kusa no to mo sumikawaru yo zo hina no ie \| atrás desta porta outra geração celebrará o Festival das Meninas \| \| \| \| (Este se tornou o primeiro de uma sequência de oito versos. ) |
| | |
| kusa no to mo sumikawaru yo zo hina no ie | atrás desta porta outra geração celebrará o Festival das Meninas |
| | |

### Enredo

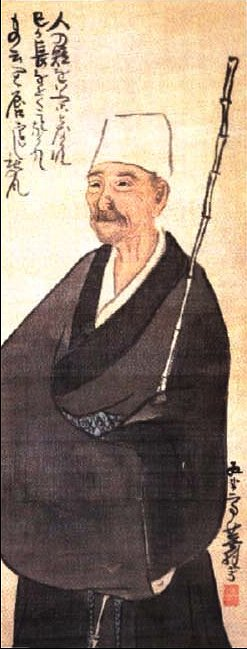
Bashō de Buson.

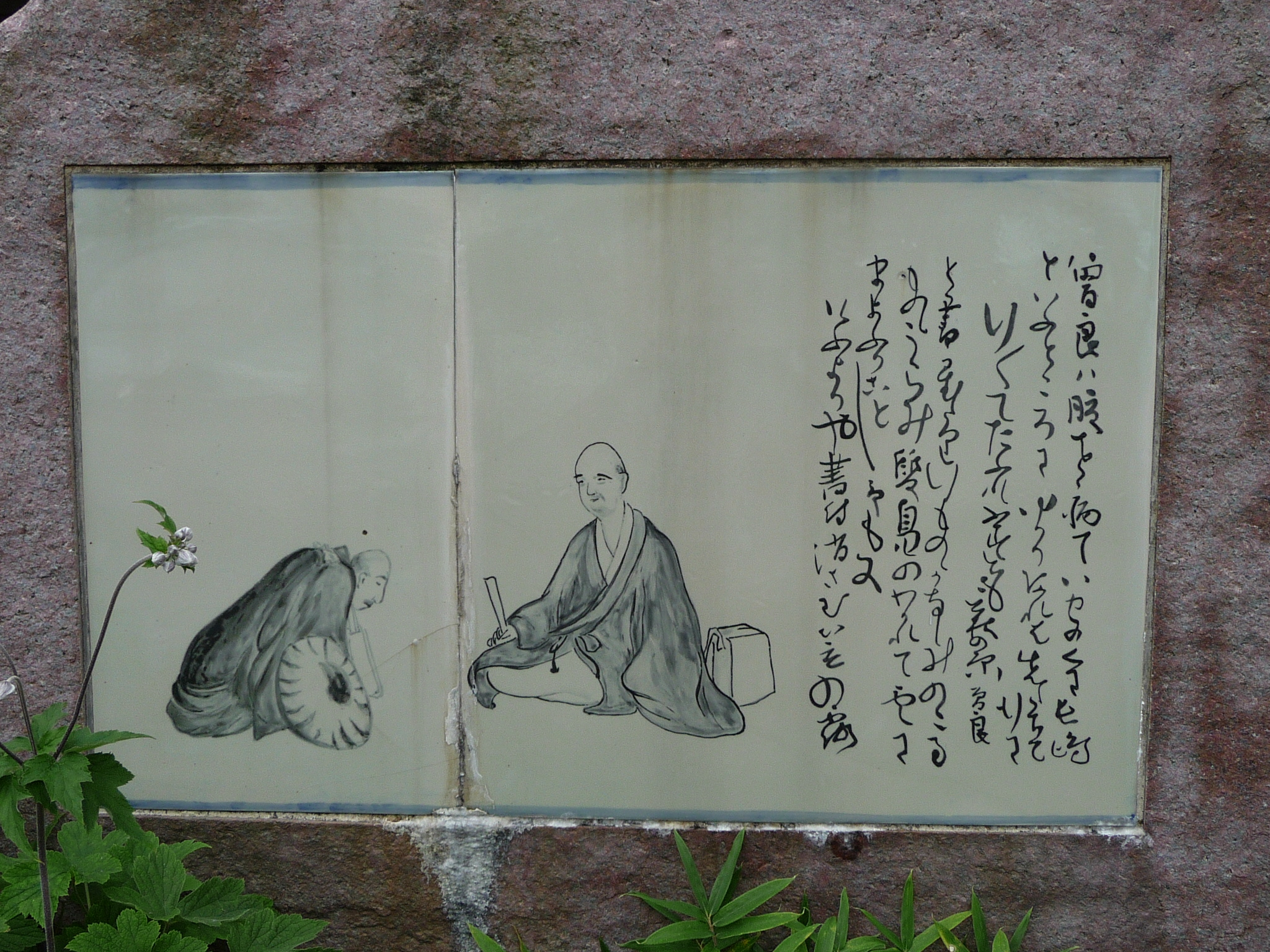
Bashō (direita) e Sora (esquerda) se separaram em Yamanaka Onsen

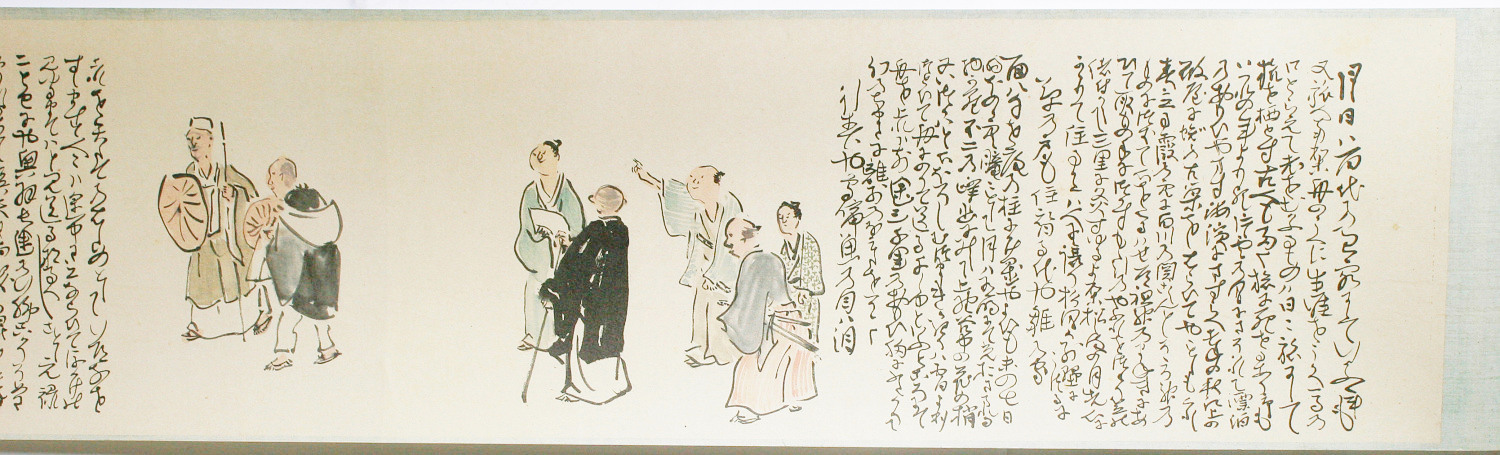
Pergaminho de Oku no Hosomichi (Buson)

Oku no Hosomichi foi escrito com base em uma viagem feita por Bashō no final da primavera de 1689. Ele e seu companheiro de viagem Kawai Sora (河 合 曾 良) partiram de Edo (atual Tóquio ) para a região interior do norte conhecida como Oku, impulsionados principalmente pelo desejo de ver os lugares sobre os quais os antigos poetas escreveram  em um esforço para “renovar sua própria arte”.  Especificamente, ele estava imitando a Saigyō, a quem Bashō considerava como o maior autor de poesia waka;  Bashō fez questão de visitar todos os locais mencionados no verso de Saigyō.  Viajar naquela época era muito perigoso, mas Bashō estava comprometido com uma espécie de ideal poético de errância. Ele viajou por cerca de 156 dias no total, cobrindo quase 2.400 km,  principalmente a pé. De todas as obras de Bashō, esta é a mais conhecida.
Este diário poético está na forma conhecida como haibun, uma combinação de prosa e haikai. Ele contém muitas referências a Confúcio, Saigyō, Du Fu, poesia chinesa antiga e até mesmo o conto de Heike Monogatari . Ele consegue atingir um equilíbrio delicado entre todos os elementos para produzir um relato poderoso. É principalmente um relato de viagem, e Bashō relata vividamente a essência poética única de cada parada em suas viagens. As paradas em sua jornada incluem o santuário Tokugawa em Nikkō, a barreira Shirakawa, as ilhas de Matsushima, Hiraizumi, Sakata, Kisakata e Etchū . Ele e Sora se separaram em Yamanaka, mas em Ōgaki ele se encontrou brevemente com alguns de seus outros discípulos antes de partir novamente para o Santuário Ise e encerrar o relato. 
Após sua jornada, ele passou cinco anos trabalhando e retrabalhando os poemas e prosa de Oku no Hosomichi antes de publicá-lo.  Com base nas diferenças entre as versões preliminares do relato, o diário de Sora e a versão final, é claro que Bashō tomou uma série de liberdades artísticas ao escrever.  Um exemplo disso é que na Senjūshu ("Seleção de Contos") atribuída a Saigyō, o narrador está passando por Eguchi quando é levado por uma tempestade para buscar abrigo na cabana próxima de uma prostituta; isso leva a uma troca de poemas, após a qual ele passa a noite ali. Bashō também inclui em Oku no Hosomichi uma história dele tendo uma troca com prostitutas que ficam na mesma pousada, mas Sora não menciona nada. 

## Filosofia por trás do texto

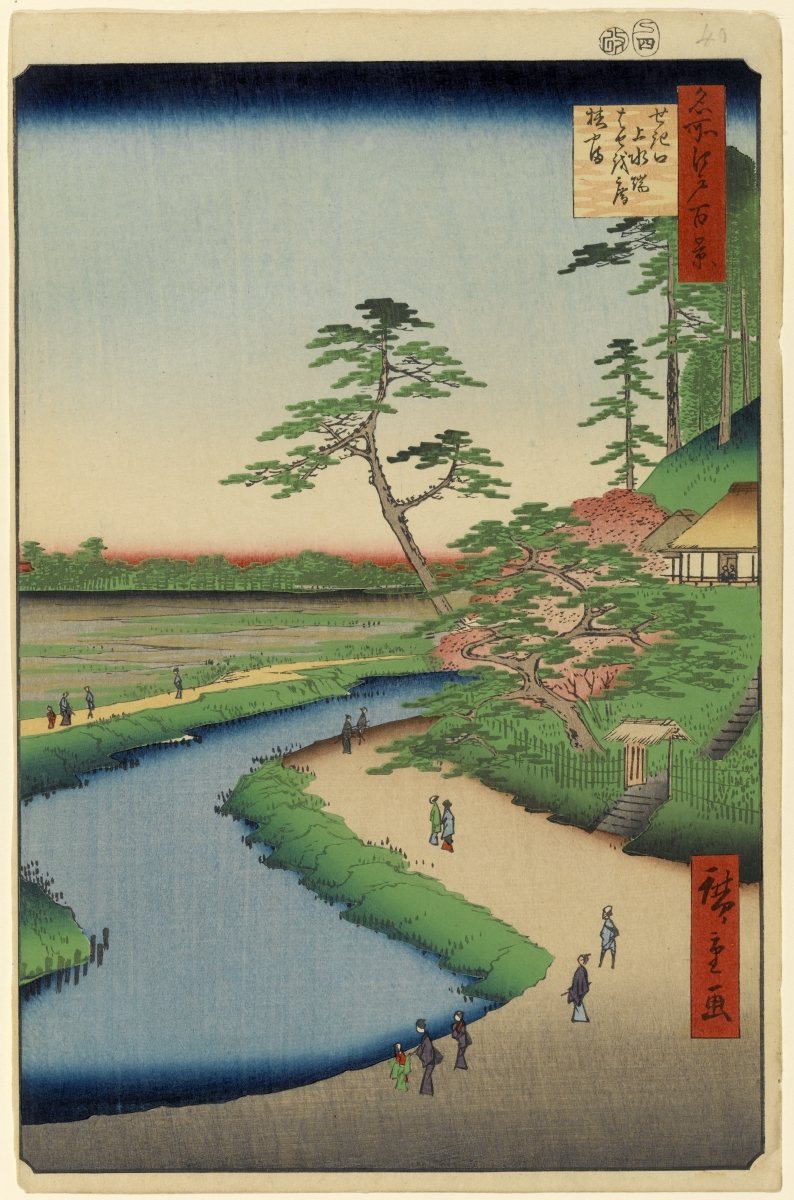
Cabana de Bashō na Colina da Camélia. Nº 40 das Cem vistas de Edo, de Hiroshige (1856-1858)

Nobuyuki Yuasa observa que Bashō estudou meditação Zen sob a orientação do Sacerdote Buccho, embora seja incerto se Bashō alcançou a iluminação .  O estudioso zen japonês DT Suzuki descreveu a filosofia de Bashō ao escrever poesia como aquela que exige que "sujeito e objeto sejam inteiramente aniquilados"  na experiência meditativa. Yuasa também escreve: "Bashō havia abandonado seus apegos terrestres, um por um, nos anos anteriores à jornada, e agora ele não tinha mais nada para abandonar a não ser seu próprio eu que estava nele e ao seu redor. Ele teve que se desfazer desse eu, pois do contrário ele não seria capaz de restaurar sua verdadeira identidade (o que ele chama de 'eu eterno que é poesia '"  ). Yuasa observa " A Estrada Estreita para o Norte Profundo é o estudo de Bashō na eternidade e, na medida em que ele teve sucesso nesta tentativa, é também um monumento que ele ergueu contra o fluxo do tempo." 

### Traduções inglesas
- Bashō, Matsuo. A estrada estreita para o norte profundo e outros esboços de viagens . Intro. e trans. Nobuyuki Yuasa. Londres: Penguin Books (Penguin Classics), 1966. Imprimir.ISBN 978-0-14-044185-7ISBN 978-0-14-044185-7
- Bashō, Matsuo. “O estreito caminho pelas províncias”. Diários Poéticos Japoneses . Ed. e trans. Earl Miner. Berkeley: University of California Press, 1969. Imprimir.
- Bashō, Matsuo. “O Caminho Estreito para o Interior”. Prosa clássica japonesa: uma antologia . Ed. e trans. Helen Craig McCullough . Stanford: Stanford University Press, 1990. Imprimir.
- Bashō, Matsuo. Estrada estreita para o interior . Trans. Sam Hamill . Boston: Shambhala (Shambhala Centaur Editions), 1991. Imprimir.ISBN 978-0-87773-644-8ISBN 978-0-87773-644-8 ( Apresentação )
  - Reedição: Bashō, Matsuo. Estreita Estrada para o Interior e outros escritos . Trans. Sam Hamill. 2ª ed. Boston: Shambhala (Shambhala Classics), 2000. Imprimir.ISBN 978-1-57062-716-3ISBN 978-1-57062-716-3 ( Apresentação )
- Bashō, Matsuo. Back Roads to Far Towns: Bashō's Oku-no-hosomichi. Trans. Cid Corman e Kamaike Susumu. 2ª ed. (1ª ed. Grossman, 1968. ) Hopewell: Ecco Press, 1996. Imprimir.ISBN 978-0-88001-467-0ISBN 978-0-88001-467-0
  - Reedição: Bashō, Matsuo. Back Roads to Far Towns: Bashō's Travel Journal . Trans. Cid Corman e Kamaike Susumu. Buffalo: White Pine Press, 2004. Imprimir.ISBN 978-1-893996-31-1ISBN 978-1-893996-31-1 ( Visualização no Google Livros) ( resenha do livro no Modern Haiku )
- Bashō, Matsuo. Estrada estreita de Bashō: passagens de primavera e outono . Trans. Hiroaki Sato. Berkeley: Stone Bridge Press (The Rock Spring Collection of Japanese Literature), 1996a. Imprimir.ISBN 978-1-880656-20-4ISBN 978-1-880656-20-4
- Bashō, Matsuo. A estrada estreita para Oku . Trans. Donald Keene. Tóquio: Kodansha International, 1996b. Imprimir.ISBN 978-4-7700-2028-4ISBN 978-4-7700-2028-4
  - Uma tradução parcial anterior e ligeiramente diferente apareceu na Antologia de Literatura Japonesa de 1955 do mesmo tradutor.
- Bashō, Matsuo. Uma Jornada de Haiku: A Estrada Estreita de Bashō para uma Província Distante. Trans. Dorothy Britton. 3ª ed. (1ª ed. 1974. ) Tóquio: Kodansha International, 2002. Imprimir.ISBN 978-4-7700-2858-7ISBN 978-4-7700-2858-7
- Chilcott, Tim. "Bashō: Oku no Hosomichi" . Tim Chilcott TRADUÇÕES LITERÁRIAS . Agosto de 2004. Rede. Consultado em 13 de novembro de 2010.

### Obras críticas
- Keene, Donald . Sementes no coração: Literatura japonesa desde os primeiros tempos até o final do século XVI . Nova York: Columbia University Press, 1999. Imprimir.ISBN 0-231-11441-9ISBN 0-231-11441-9
- Keene, Donald. Viajantes de cem idades . Nova York: Columbia University Press, 1999a. Imprimir.ISBN 978-0-231-11437-0ISBN 978-0-231-11437-0
- Norman, Howard. "Na Trilha de um Fantasma". National Geographic . Fevereiro de 2008, 136-149. Imprimir.
  - Versão online: Norman, Howard. " Na Trilha do Poeta ". National Geographic . Fevereiro de 2008. Rede. Consultado em 13 de novembro de 2010.
- Shirane, Haruo. Traços de sonhos: paisagem, memória cultural e a poesia de Bashō . Stanford: Stanford University Press, 1998. Imprimir.ISBN 0-8047-3099-7ISBN 0-8047-3099-7 ( visualização no Google Livros)
- Suzuki, Daisetz Teitaro. O Despertar do Zen . Londres: Shambhala, 1980. Imprimir.